# San José Ampabi
San José Ampabi är en ort i Mexiko, tillhörande kommunen Chapa de Mota i delstaten Mexiko, i den centrala delen av landet. Orten hade 222 invånare vid folkräkningen 2010.